# Окрідіон
Окрідіон (дав.-гр. Oκριδιον, ім'я означає «піднесений») — персонаж давньогрецької міфології, родоський герой. Цар острова Охім захотів видати за нього свою дочку Кідіппу, але брат Охіма Керкаф, який був у племінницю закоханий, підмовив вісника, що мав привести Кідіппу Окрідіону і віддати йому її як дружину, замість цього привів її до Керкафа й вона стала дружиною дядька.
Жителі Родоса шанували Окрідіона і звели йому святилище, куди не пускали вісників, від яких він узнав про шахрайство Керкафа.